# San Francisco 49ers
Els San Francisco 49ers, coneguts com els "niners", són una franquícia de futbol americà professional de la National Football League (NFL) de la ciutat de San Francisco (Califòrnia). Són membres de la Divisió Oest de la Conferència Nacional (NFC) dins de l'NFL. Juguen a l'estadi Levi's Stadium i els seus colors són el vermell, el groc or i el negre.

## Història
Els 49ers van començar a jugar el 1946 com a socis fundadors de l'AAFC (All-America Football Conference) i es van unir a l'NFL el 1950 després que l'AAFC es va fusionar amb l'NFL. Va ser la primera franquícia de l'NFL en guanyar cinc Superbowls. Actualment és la segona en nombre de títols després dels Pittsburgh Steelers (6) i empatada amb els Dallas Cowboys amb cinc cada una. És l'únic equip que no ha perdut cap final de la Super Bowl i que a més a més ha guanyat més d'una. També han guanyat cinc campionats de conferència i disset campionats de divisió.
La millor època de la franquícia va ser durant els anys 1980 i principi dels 1990, quan van formar una gran dinastia que li va atorgar cinc títols de la Superbowl, quatre d'ells duarant els anys 1980. Els 49ers van guanyar deu partits o més durant setze temporades seguides. Destaquen els equips notables dels anys 1984 i 1989. En aquests mítics equips van jugar Joe Montana, 3 vegades MVP de la Superbowl (XVI, XIX i XXIV); Ronnie Lott, pro-bowler durant tota la seva carrera; Steve Young, MVP de la Superbowl XXIX i que té la millor mitjana de Quarteback rating de la lliga i Jerry Rice, MVP de la Superbowl XXIII i líder de touchdowns de la història de la lliga.
El nom de 49ers ve del nom donat als cercadors d'or que van arribar al nord de Califòrnia durant l'any 1849 durant l'anomenada Febre de l'or.

## Palmarès
-Campionats de Lliga (5)
- Campionats de Superbowl (5)

1981 (XVI), 1984 (XIX), 1988 (XXIII), 1989 (XXIV), 1994 (XXIX) 
-Campionats de Conferència (7)
- NFC: 1981, 1984, 1988, 1989, 1994, 2012, 2019

-Campionats de Divisió (20)
- NFC Oest: 1970, 1971, 1972, 1981, 1983, 1984, 1986, 1987, 1988, 1989, 1990, 1992, 1993, 1994, 1995, 1997, 2002, 2011, 2012, 2019